# 誉田
誉田（こんだ）は、大阪府羽曳野市にある地名。2025年現在の行政地名は誉田一丁目から誉田七丁目と丁目のつかない地域からなる。

## 地理
一丁目から七丁目は羽曳野市の北部に位置する。東は碓井、南は白鳥・栄町・古市、西は藤井寺市藤ケ丘・野中、北は同市西古室・古室・道明寺と接する。
丁目無しの地域は飛び地として市の北東部にあり、西は駒ヶ谷、南は飛鳥、東は古市（飛び地）、北は柏原市円明町・旭ケ丘と接する。

### 山岳
飛び地
- 寺山
- 鉢伏山

## 歴史

### 地名の由来
地名は、崇神天皇の子孫、品陀真若王（ほむだまわかのおおきみ）の名、または応神天皇の諱、誉田別尊（ほむだわけのみこと）にちなむ。

### 沿革
- 江戸期、河内国古市郡に誉田村所在。寛政2年（1790年）から幕府領。
- 1869年（明治2年）、堺県の所属となる。
- 1881年（明治14年）、大阪府の所属となる。
- 1889年（明治22年）、町村制の施行により、古市村の大字となる。
- 1896年（明治29年）、郡の統廃合により、南河内郡の所属となる。
- 1916年（大正5年）、古市村が町制施行して、古市町となる。
- 1956年（昭和31年）、古市町が高鷲町・埴生村・西浦村・駒ヶ谷村・丹比村と合併して、南大阪町となる。
- 1959年（昭和34年）、南大阪町が市制施行・改称して羽曳野市となる。
- 1966年（昭和41年）、羽曳野市誉田・碓井の各一部より、誉田1 - 3・5 - 7丁目成立。
- 1972年（昭和47年）、誉田4丁目成立[7]。

## 世帯数と人口
2025年（令和7年）6月30日現在の世帯数と人口は以下の通りである。
| 丁目               | 世帯数    | 人口    |
| ------------------ | --------- | ------- |
| 誉田               | 18世帯    | 18人    |
| 誉田一丁目         | 198世帯   | 468人   |
| 誉田二丁目         | 282世帯   | 541人   |
| 誉田三丁目・四丁目 | 758世帯   | 1,530人 |
| 誉田五丁目         | 183世帯   | 356人   |
| 誉田六丁目         | 413世帯   | 872人   |
| 誉田七丁目         | 177世帯   | 389人   |
| 計                 | 2,029世帯 | 4,174人 |

### 人口の変遷
国勢調査による人口の推移。
| 1995年（平成7年）  | 5,071人 | [ 8 ]  |  |
| 2000年（平成12年） | 4,966人 | [ 9 ]  |  |
| 2005年（平成17年） | 4,811人 | [ 10 ] |  |
| 2010年（平成22年） | 4,765人 | [ 11 ] |  |
| 2015年（平成27年） | 4,535人 | [ 12 ] |  |
| 2020年（令和2年）  | 4,451人 | [ 13 ] |  |

### 世帯数の変遷
国勢調査による世帯数の推移。
| 1995年（平成7年）  | 1,718世帯 | [ 8 ]  |  |
| 2000年（平成12年） | 1,765世帯 | [ 9 ]  |  |
| 2005年（平成17年） | 1,805世帯 | [ 10 ] |  |
| 2010年（平成22年） | 1,838世帯 | [ 11 ] |  |
| 2015年（平成27年） | 1,804世帯 | [ 12 ] |  |
| 2020年（令和2年）  | 1,827世帯 | [ 13 ] |  |

## 学区
市立小・中学校に通う場合、学区は以下の通りとなる。
| 丁目             | 番/番地等 | 小学校                 | 中学校               |
| ---------------- | --------- | ---------------------- | -------------------- |
| 誉田（丁目無し） | 全域      | 羽曳野市立駒ヶ谷小学校 | 羽曳野市立誉田中学校 |
| 誉田一丁目       | 全域      | 羽曳野市立古市小学校   | 羽曳野市立誉田中学校 |
| 誉田二丁目       | 全域      | 羽曳野市立古市小学校   | 羽曳野市立誉田中学校 |
| 誉田三丁目       | 全域      | 羽曳野市立古市小学校   | 羽曳野市立誉田中学校 |
| 誉田四丁目       | 全域      | 羽曳野市立古市小学校   | 羽曳野市立誉田中学校 |
| 誉田五丁目       | 全域      | 羽曳野市立古市小学校   | 羽曳野市立誉田中学校 |
| 誉田六丁目       | 全域      | 羽曳野市立古市小学校   | 羽曳野市立誉田中学校 |
| 誉田七丁目       | 全域      | 羽曳野市立古市小学校   | 羽曳野市立誉田中学校 |

## 事業所
2021年（令和3年）現在の経済センサス調査による事業所数と従業員数は以下の通りである。
| 丁目       | 事業所数  | 従業員数 |
| ---------- | --------- | -------- |
| 誉田       | 22事業所  | 218人    |
| 誉田一丁目 | 12事業所  | 45人     |
| 誉田二丁目 | 15事業所  | 75人     |
| 誉田三丁目 | 83事業所  | 889人    |
| 誉田四丁目 | 20事業所  | 1,260人  |
| 誉田五丁目 | 17事業所  | 155人    |
| 誉田六丁目 | 22事業所  | 217人    |
| 誉田七丁目 | 15事業所  | 252人    |
| 計         | 206事業所 | 3,111人  |

## 交通

### バス
2025年5月現在
- 近鉄バス[16]
77 羽曳野線：羽曳野市役所前 - 羽曳野警察署前

### 道路
- 西名阪自動車道
- 国道170号

## 施設・史跡
- 羽曳野市役所
- 羽曳野市市民会館
- 羽曳野警察署
- 羽曳野市立保健センター
- 大阪労働局羽曳野労働基準監督署
- 羽曳野簡易裁判所
- 羽曳野市立誉田中学校
- 誉田保育園
- 颯仁会しらとり病院
- 誉田八幡宮
- 勝光寺
- 光宗寺
- 古市古墳群
誉田御廟山古墳
二ツ塚古墳
向墓山古墳
- 誉田白鳥埴輪製作遺跡

## 郵便
- 郵便番号：583-0857[3]（集配局：藤井寺郵便局[17]）。

## ギャラリー

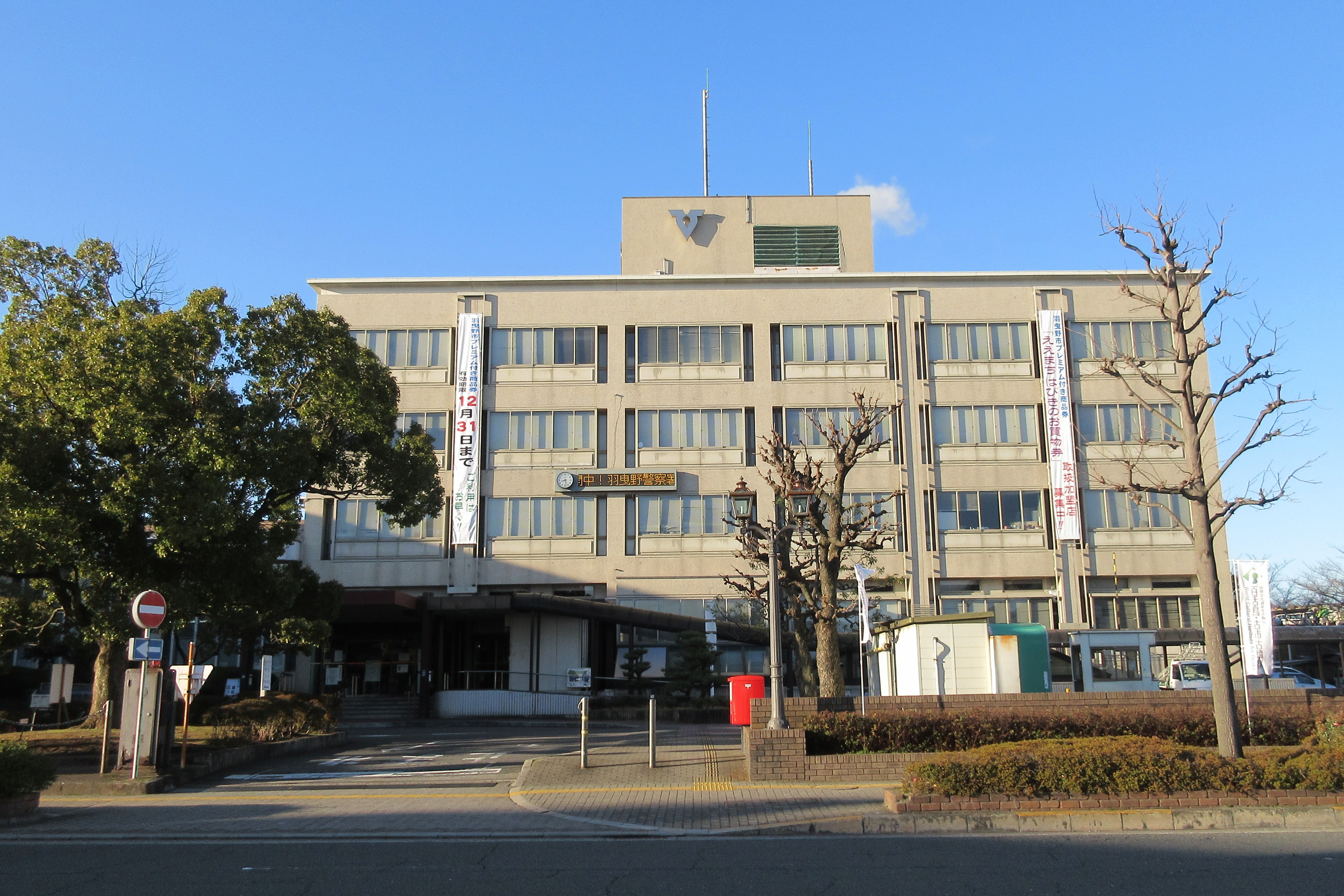
羽曳野市役所
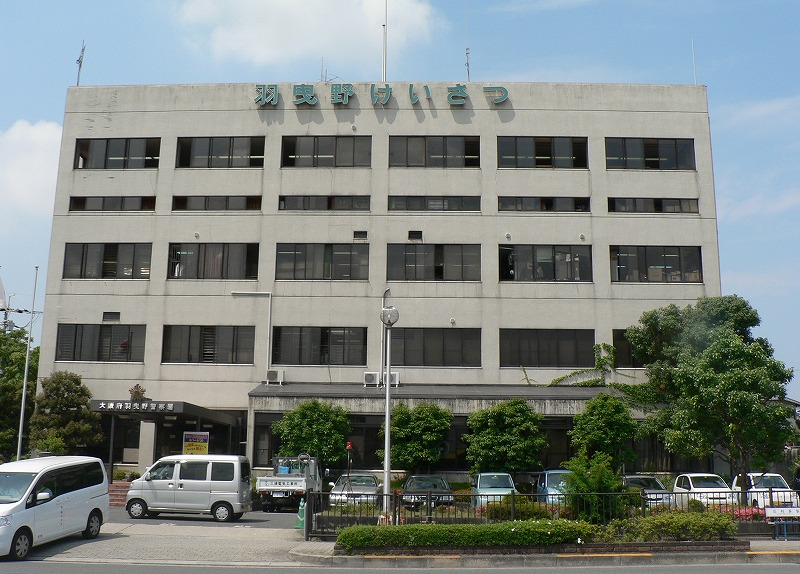
羽曳野警察署
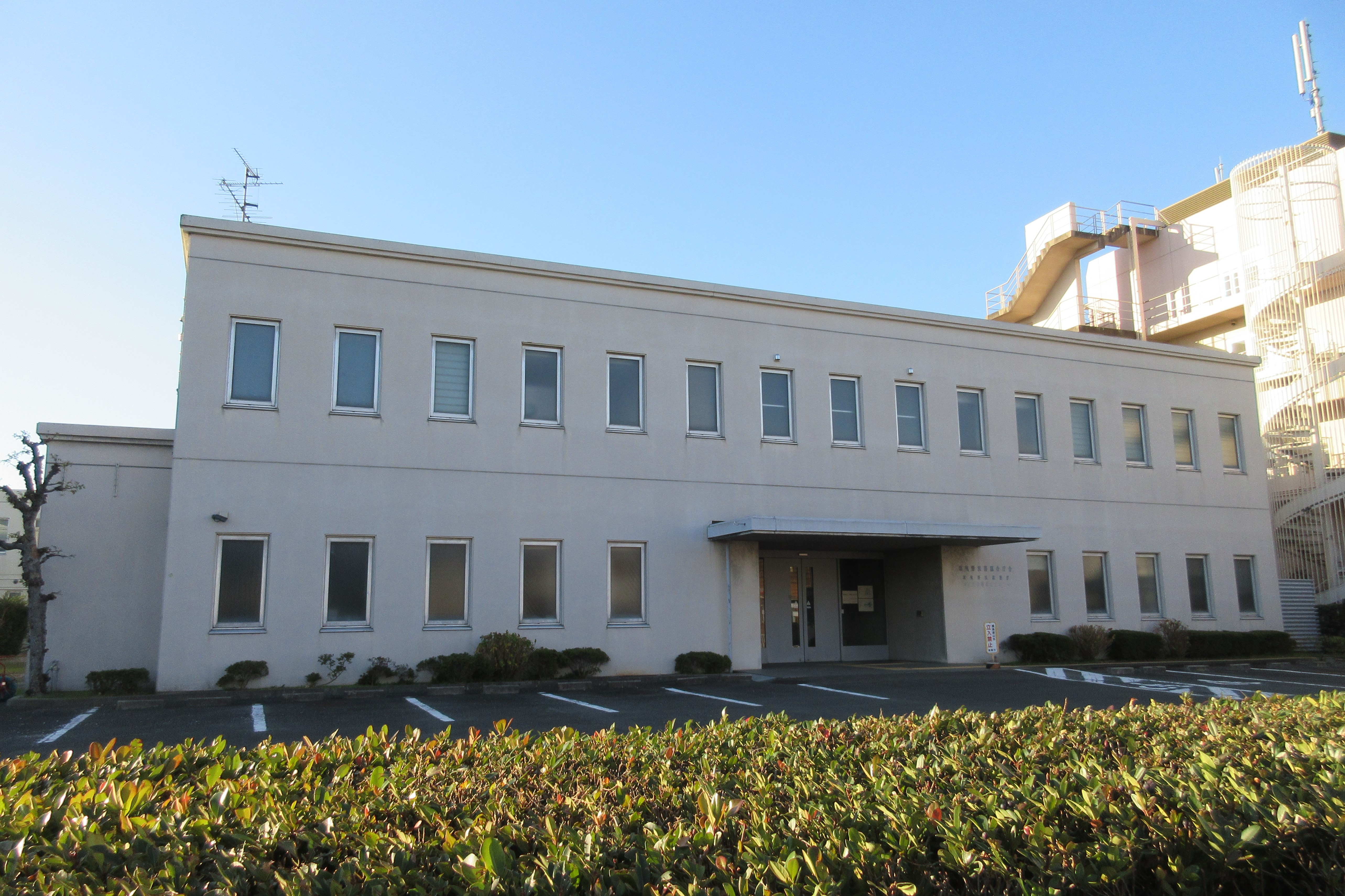
羽曳野法務合同庁舎
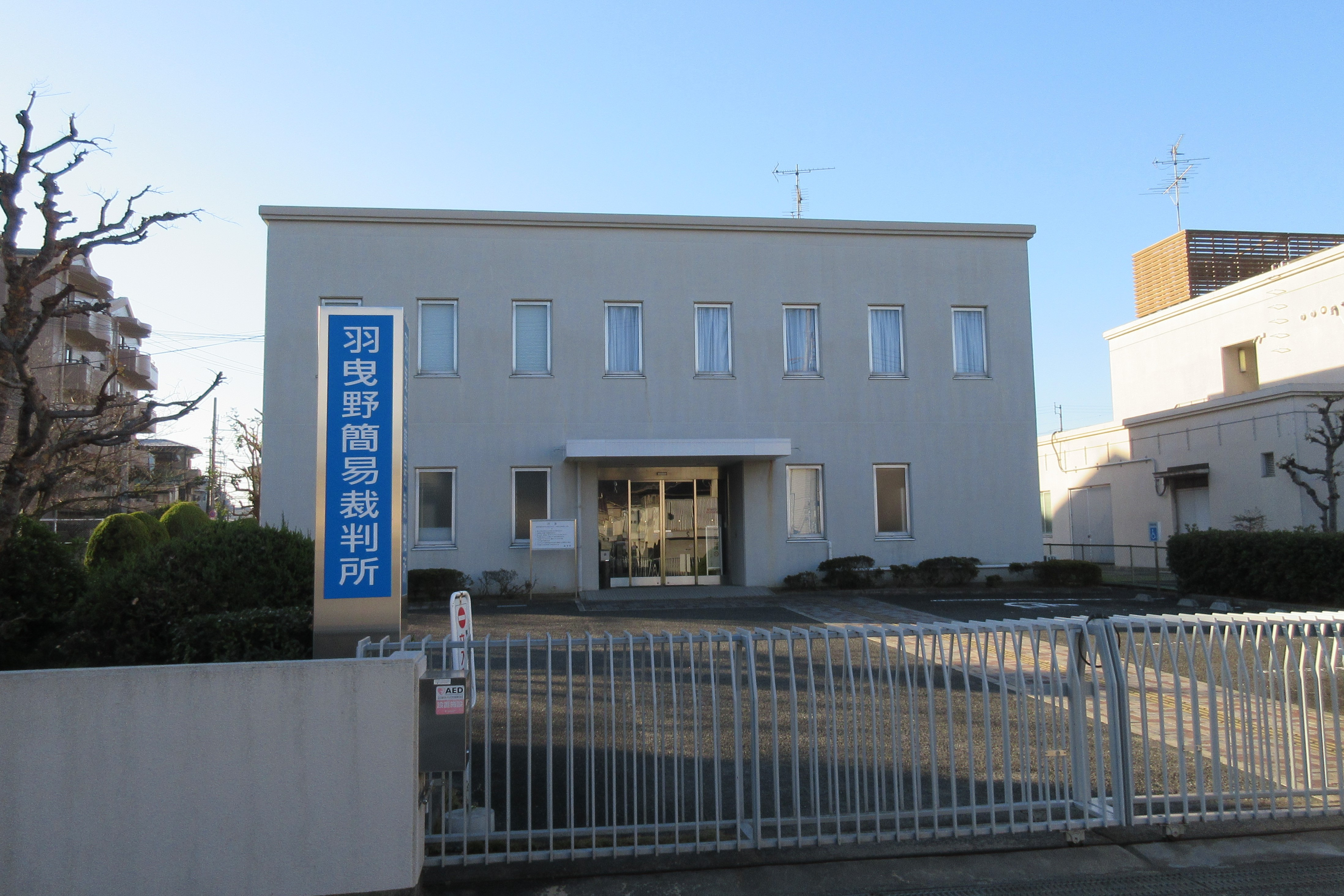
羽曳野簡易裁判所
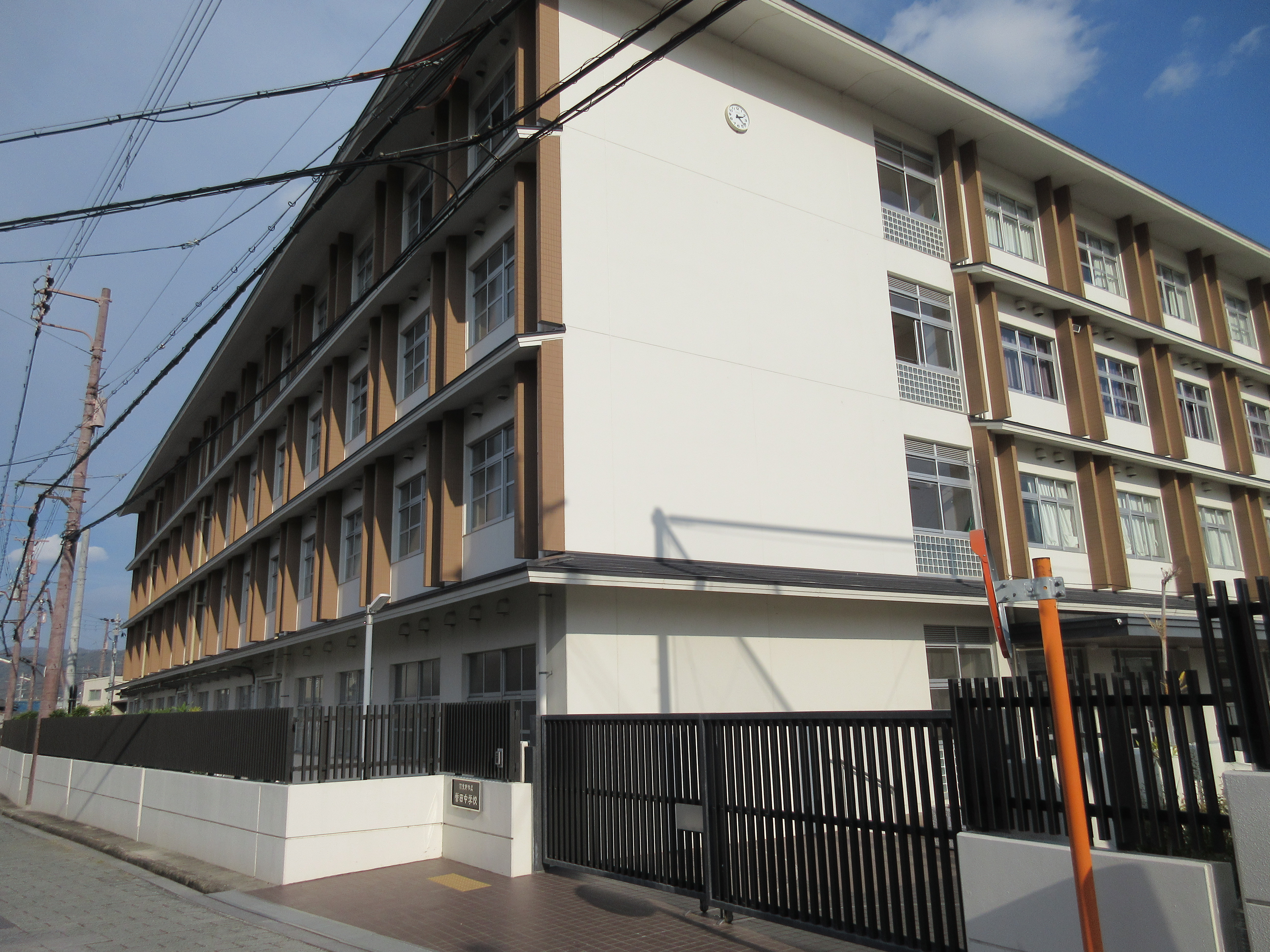
羽曳野市立誉田中学校
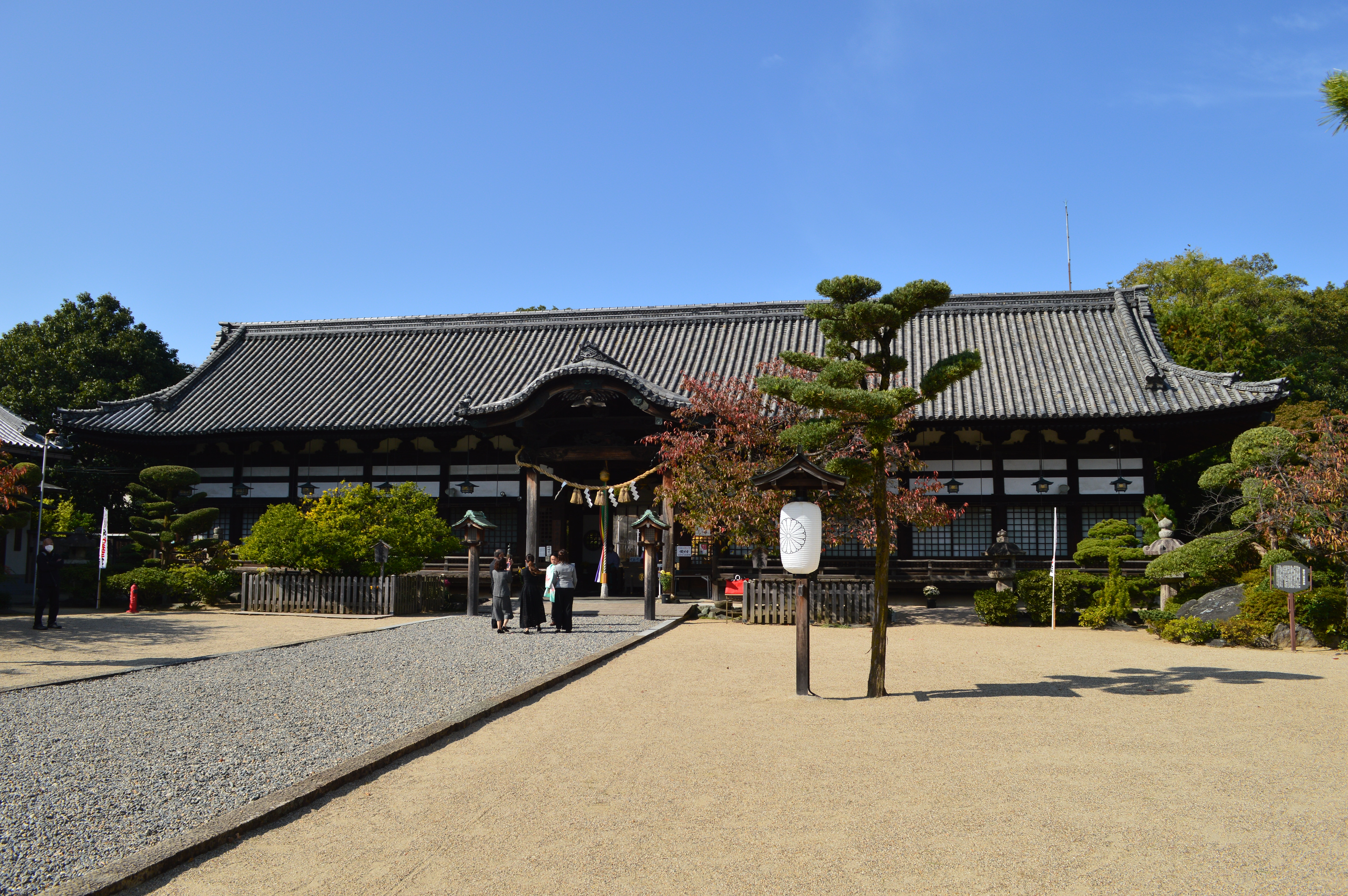
誉田八幡宮
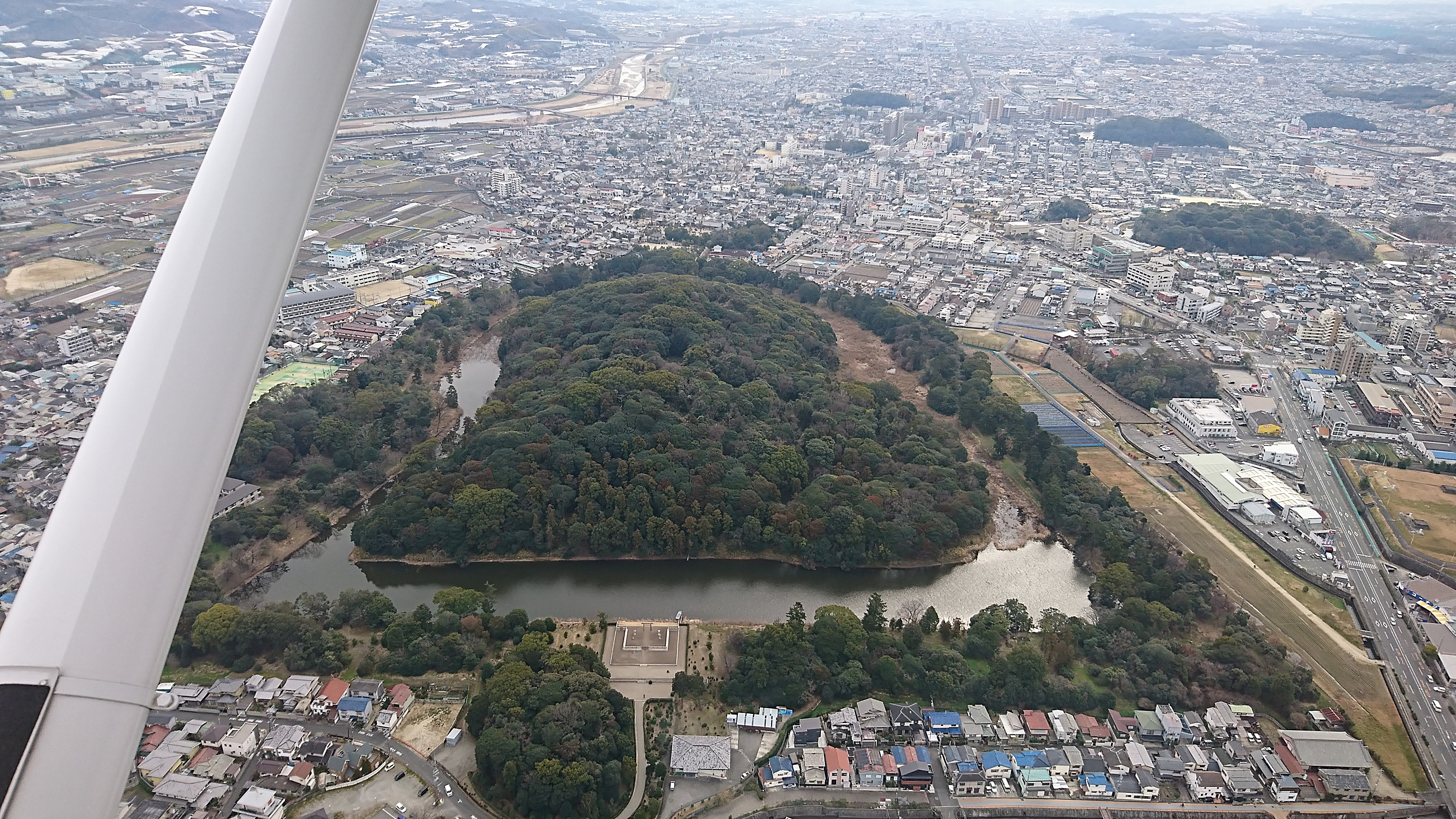
誉田御廟山古墳